# Seleção Salomonense de Futebol Feminino
A Seleção Salomonense de Futebol Feminino é a representante do país nas competições futebolísticas femininas. Ela é controlada pela Federação de Futebol das Ilhas Salomão (FFIS), entidade que é filiada à Confederação de Futebol da Oceania.
A seleção nunca participou de uma Copa do Mundo, mas já atuou em algumas ocasiões do Campeonato da Oceania e do torneio dos Jogos do Pacífico.

## História
As Ilhas Salomão disputaram seu primeiro jogo em 9 de abril de 2007, numa partida válida pelo Campeonato da Oceania, celebrada em seu vizinho país, Papua Nova Guiné. Seu primeiro rival foi a equipe anfitriã, sendo derrotada por 6-1. Prudence Fula se tornou a primeira jogadora a marcar um gol pelo país. A nação terminou em último lugar no torneio de quatro equipes; além do revés na estreia, também foi goleada pela Nova Zelândia, e um empatou sem gols contra Tonga. Noel Wagapu treinou a equipe, que consistia de ex-jogadores das seleções sub-17, sub-19 e sub-20.
Com Timothy Infiri treinando a equipe, as Ilhas Salomão tiveram um desempenho médio no torneio de futebol dos Jogos do Sul do Pacífico de 2007. A equipe nacional conseguiu alcançar sua primeira vitória, 3-0 contra Samoa Americana; contudo, derrotas para Fiji e Papua Nova Guiné decretaram a eliminação do país.
Nos Jogos do Pacífico de 2011, as Ilhas Salomão voltaram a vencer a Samoa America, mas foi derrotada nas outras três partidas. Apesar da eliminação, a equipe conseguiu seu melhor resultados contra a Papua Nova Guiné, uma derrota pelo placar simples.